# مقاطعة أفريكا
أفريكا، أو إفريقيا الرومانية، أو إفريقيا البروقنصليّة مقاطعة رومانيّة كانت تشمل مناطق نفوذ إمبراطورية قرطاج بشكل أساسي على الشق الشرقي لساحل المغرب العربي. بإسقاط هذه المنطقة على الحدود السياسية الحالية، توازي هذه المنطقة الساحل الممتد من خليج سرت شرقًا وصولاً إلى قسنطينة غرباً، بما يشمل ساحل ليبيا الغربي ومعظم مناطق تونس وشمال شرق الجزائر. في فترةٍ تاريخيّةٍ لاحقةٍ حرّف العرب الاسم ليصبح «إفريقية» أو «إفريقيا» ثمّ أعطت المنطقة اسمها إلى القارّة بأكملها.
تأسست المقاطعة في العام 146 ق. م. عقب هزيمة قرطاجة في الحرب البونيقية الثالثة. كانت المنطقة في الأصل مأهولةً من قبل البربر، والمعروفين في اللاتينية أصلاً باسم موري في شمالي إفريقيا وغربي مصر بأسره. في القرن التاسع قبل الميلاد بنى الفينيقيون مستوطناتٍ على طول البحر الأبيض المتوسط لتسهيل الشحن والتجارة، وبرزت قرطاج من بينها في القرن الثامن قبل الميلاد إلى حين غزوها من قبل الرومان.
أطلق الرومان على مقاطعة «أفريكا» لقب «مطمور روما» نظراً لما كانت توفره لروما من إمداداتٍ غذائيةٍ ومحاصيلَ زراعيةٍ. كانت واحدةً من أغنى المقاطعات، وتأتي اقتصادياً في المرتبة الثانية بعد إيطاليا في الجزء الغربي من الإمبراطورية الرومانية. وبغضِّ النظر عن مدينة «قرطاجة» فقد كانت المستوطنات الكبيرة الأخرى في المقاطعة هي حضرومِتوم (باللاتينية: Hadrumetum) (مدينة «سوسة» الحالية في تونس) عاصمة منطقة «بيزاسينا» (باللاتينية: Byzacena)، و«هيبو رِجيوس» (باللاتينية: Hippo Regius) (مدينة «عنابة» الحالية في الجزائر).

## التاريخ

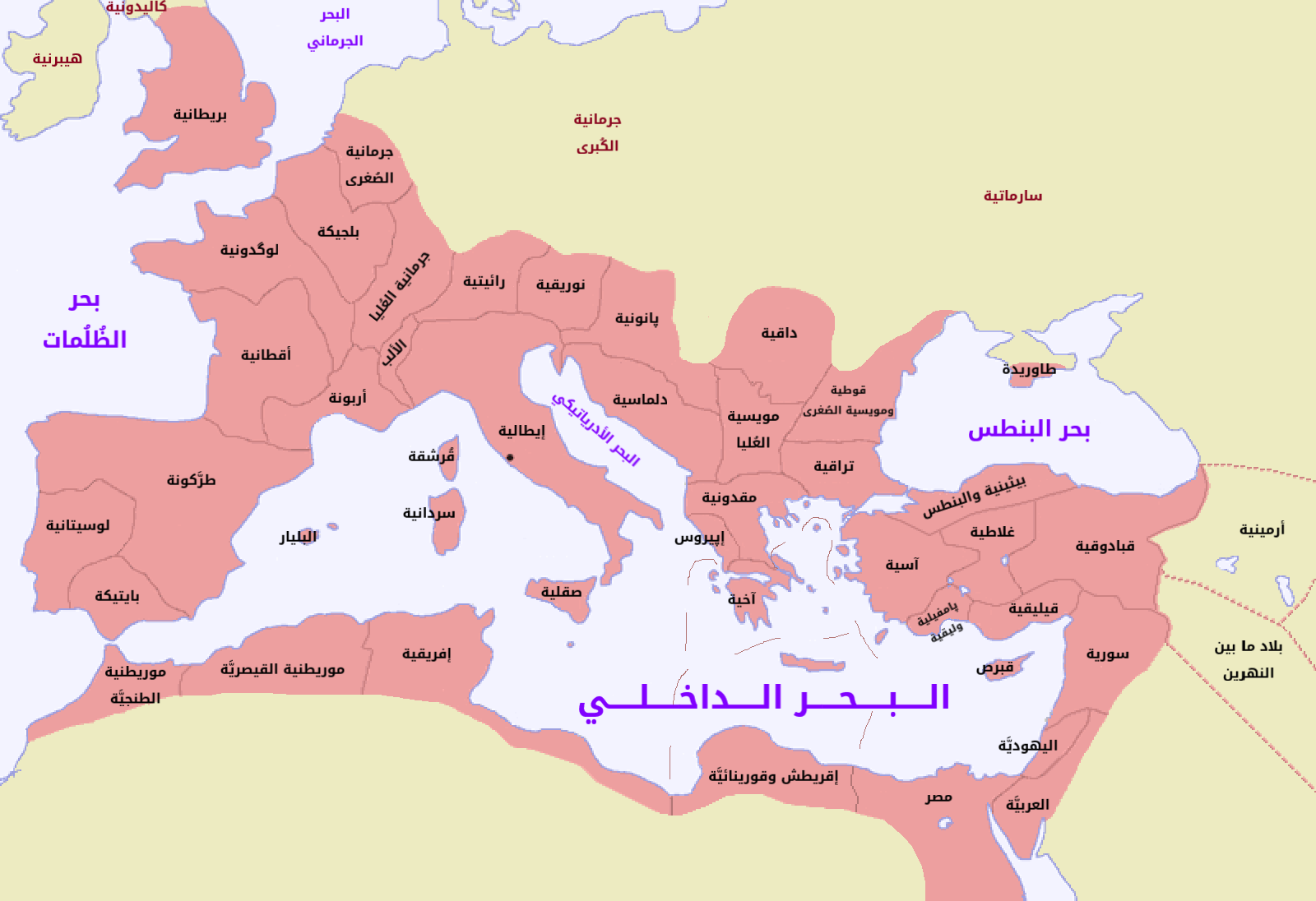
الإمبراطورية الرومانية في أقصى توسعها (العام 116م) مع التقسيمات الإدارية.

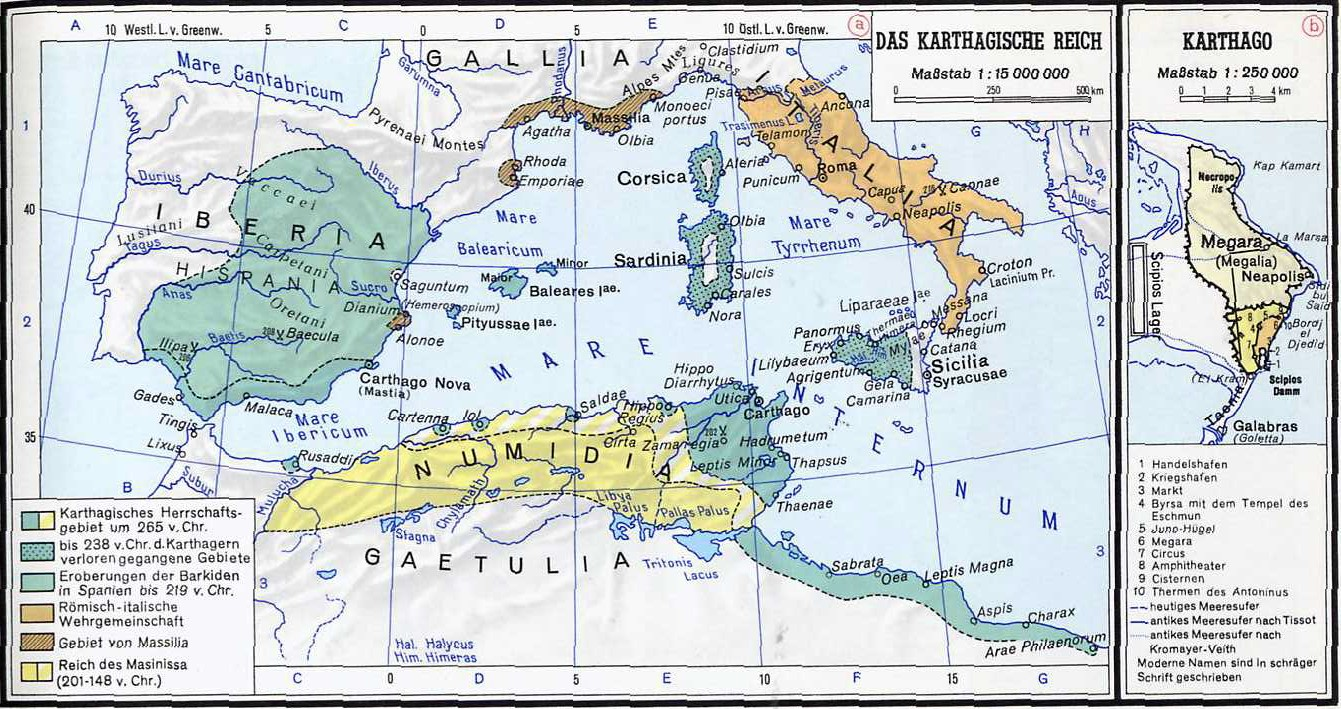
مملكتا نوميديا، وقرطاجة التي غدت مقاطعة أفريكا الرومانية.

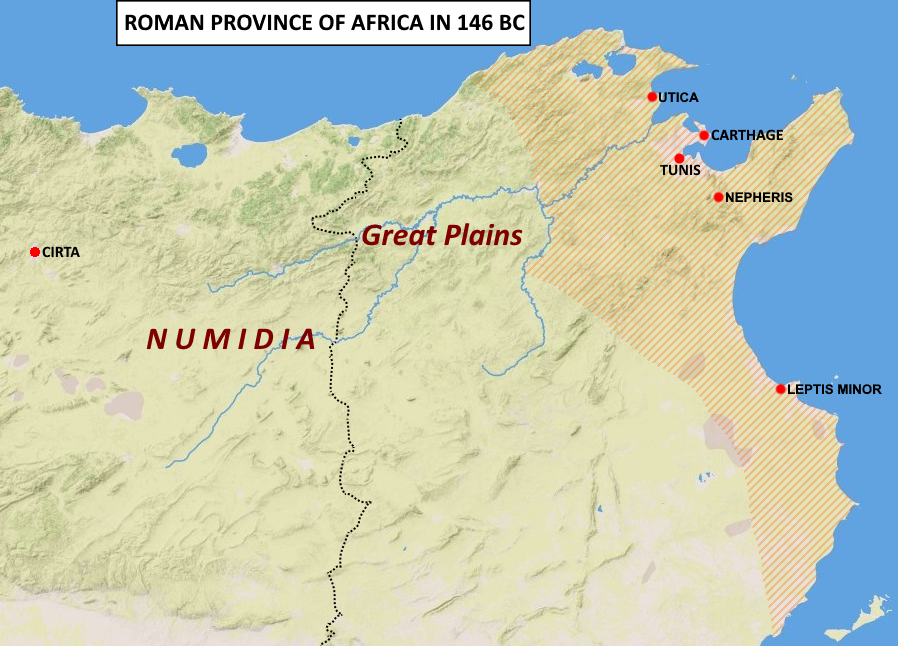
مقاطعة إفريقيا الرومانية في العام 146 ق. م.

حسب كتاب «معجم تانيت» (معجم في الحضارة الليبية-الفينيقية في شمال إفريقيا وحوض المتوسط)، فإن هذا الإقليم كان أحد أربعة أقاليم كبرى تضمها الإمبراطورية الرومانية في القارة السمراء، وكانت تونس وطرابلس المنطقتين الأكثر كثافة بالسكان في هذا الإقليم، منهم حوالي مئتي ألف روماني، وكان أربعون في المائة من الناطقين باللاتينية في العالم يقيمون في هذه المقاطعة، ولم يتغير الوضع السياسي لهذا الإقليم إلا مع بداية الفتح الإسلامي لشمال إفريقيا.
ويذكر موقع «أطلس البحر المتوسط» للمعلومات التاريخية أن اسم قارة إفريقيا اشتق من اسم قبيلةٍ تدعى (أفري)، والتي كانت تقطن قرب منطقة قرطاجة في العصور القديمة، وكان الرومان يطلقون اسم «إفريقيا» للدلالة على المنطقة التي تعرف اليوم بتونس.
مع سقوط قرطاجة استولى الرومان على الجزء الشمالي من تونس الحالية، ودعوها «إفريقيا القنصلية»، وتعني أن المقاطعة كانت تدار من قبل قنصلٍ رومانيٍّ، وبما أن قرطاجة كانت دُمّرت عن آخرها [من قبل الرومان] فقد قاموا باختيار مدينةٍ فينيقيةٍ كبيرةٍ أخرى كعاصمةٍ لـ«إفريقيا القنصلية»، وقام الإمبراطور «تيبريوس» بإضافة طرابلس (في ليبيا حالياً).
أنشأت «الجمهورية الرومانية» أول مقاطعةٍ في شمالي إفريقيا في العام 146 ق. م. بعد القضاء على قرطاجة على يد "سكيبيو إيميليانوس"  في الحرب البونيقية الثالثة. كان يحكم "إفريقيا البروقنصلية" "(باللاتينية: Africa Proconsularis) -أو "إفريقيا القديمة"- حاكمٌ «بروقنصل» (باللاتينية: proconsul). من الممكن أن يكون اسم "إفريقيا" قد اشتق من الكلمة البربرية "afer"، أو "ifri"، أو "Aourigha" والتي كان من الممكن أن يُنطق اسمها Afarika (هكذا مع شيءٍ من التحول)، والتي كانت تشير إلى قبيلة.
جرت تهيئة «يوتيكا» التي وقفت إلى جانب الرومان في الحرب لتكون العاصمة الإدارية، وتُركت الأراضي المتبقية تحت سلطة العميل الأمازيغي النوميدي «ماسينيسا». في هذا الوقت كانت السياسة الرومانية في إفريقيا تتلخص -ببساطةٍ- في منع أي قوةٍ عظمى أخرى من البروز في شمال غربي إفريقيا.
في العام 118 ق. م. حاول الأمير النوميدي «يوغرطة» إعادة توحيد الممالك الأصغر. ومع ذلك فبعد وفاته [على يد الرومان] جرى ضمّ الكثير من أراضي «يوغرطة» إلى سيادة الملك الأمازيغي الموريطاني العميل «بوخوس الأول»، وبحلول ذلك الوقت كانت الكتابة بالحروف اللاتينية متجذّرةً بقوةٍ في إفريقيا. في العام 27 ق. م وعندما تحولت «الجمهورية الرومانية» إلى إمبراطوريةٍ بدأت مقاطعة إفريقيا تاريخ احتلالها من قبل الإمبراطورية تحت الحكم الروماني.
جرى تنفيذ العديد من الإصلاحات السياسية والإقليمية من قبل الإمبراطور أغسطس، ثم كاليجولا في وقتٍ لاحقٍ، لكن كلوديوس أنهى التقسيمات الإقليمية في المقاطعات الرومانية الرسمية. كانت إفريقيا مقاطعةً تابعةً لمجلس الشيوخ، وبعد إصلاحات دقلديانوس الإدارية جرى تقسيمها إلى «إفريقيا زوغيتانا» (باللاتينية: Zeugitana) في الشمال (التي احتفظت باسم «إفريقيا البروقنصلية»، وكان يحكمها «بروقنصل»)، والثانية «إفريقيا بيزاسينا» إلى الجنوب منها والمتاخمة لها (وتقابل شرق تونس)، و«إفريقيا طرابلس» إلى الجنوب المتاخم لها (وتقابل جنوب تونس وشمال غربي ليبيا)، وجميعها كانت جزءاً من «مقاطعة إفريقيا» (باللاتينية: Dioecesis Africae). إن إفريقيا القديمة (باللاتينية: Africa Vetus)، والتي تشمل عموماً المناطق المذكورة آنفاً كانت تُعرف أيضاً من قبل الرومان (حسب المؤرخ «بليني») باسم «إفريقيا بروبريا»،
 والتي كانت قرطاجة عاصمتها.
بقيت المنطقة جزءاً من الإمبراطورية الرومانية حتى الهجرات الجرمانية في القرن الخامس الميلادي. عبرَ الفاندال نحو شمال غرب إفريقيا من إيبيريا في العام 429 م، واجتاحوا المنطقة بحلول العام 439 (معركة قرطاج (439م)، وأسسوا مملكتهم الخاصة في شمال إفريقياوغرب المتوسط بما فيها صِقِلّية، وقَرْسَقَة، وسردانية، وجزر البليار. سيطر الفاندال على البلاد كنخبةٍ محاربةٍ، لكنهم واجهوا مقاومةً عنيفةً من البربر المحليين. اضطهد الفاندال -باعتبارهم كانوا من أتباع الآريوسية- كذلك الأفارقة الرومان الخلقيدونيين والبربر. قرب نهاية القرن الخامس تدهورت حالة دولة الفاندال، وتخلت عن معظم الأراضي الداخلية لقبيلة «الماوري»، والقبائل البربرية الأخرى في المنطقة.
في العام 533 م أرسل الإمبراطور جستنيان -مستغلاً النزاع الداخلي لسلالة الفاندال كذريعةٍ- جيشاً تحت قيادة الجنرال «بيليساريوس» لاستعادة إفريقيا. وفي حملةٍ قصيرةٍ تمكن «بيليساريوس» من هزيمة الفاندال، ودخل قرطاجة منتصراً، وأعاد الحكم البيزنطي (الروماني) إلى المقاطعة. نجحت الإدارة البيزنطية في صد هجمات القبائل الصحراوية الأمازيغية، وتمكنت من خلال شبكة تحصيناتٍ واسعة النطاق من بسط نفوذها مرةً أخرى إلى الداخل.
جرى تجميع المقاطعات في شمال غرب إفريقيا جنباً إلى جنبٍ مع الممتلكات البيزنطية في إسبانيا في مقاطعةٍ إمبراطوريةٍ في إفريقيا، وهذه المرة منفصلةً عن «مقاطعة إيطاليا الإمبراطورية»، ونقلها إلى إكسرخسية إفريقيا من قبل الإمبراطور موريس (حكم 582-602). ازدهرت «إكسرخسية»، ومنها انطلق القائد هرقل (حكم 610-641) إلى بيزنطة للإطاحة بالإمبراطور فوكاس (حكم 602-610) في العام 610 م. وقد راودت هرقل لفترةٍ وجيزةٍ فكرة نقل العاصمة الإمبراطورية من القسطنطينية إلى قرطاجة.
بعد العام 640 م تمكنت «إكسرخسية» من صد الفتح الإسلامي، وكانت حربٌ سجالٌ بين كرٍّ وفرٍّ، ولكن في العام 698 م أتم الجيش الأموي المسلم القادم من مصر فتح قرطاجة و«إكسرخسية»، وإنهاء الحكم البيزنطي في شمال غربي إفريقيا.

### جدول تاريخي
| تطور مقاطعة إفريقيا الرومانية | تطور مقاطعة إفريقيا الرومانية              | تطور مقاطعة إفريقيا الرومانية              | تطور مقاطعة إفريقيا الرومانية              | تطور مقاطعة إفريقيا الرومانية              | تطور مقاطعة إفريقيا الرومانية     | تطور مقاطعة إفريقيا الرومانية     | تطور مقاطعة إفريقيا الرومانية | تطور مقاطعة إفريقيا الرومانية |
| ----------------------------- | ------------------------------------------ | ------------------------------------------ | ------------------------------------------ | ------------------------------------------ | --------------------------------- | --------------------------------- | ----------------------------- | ----------------------------- |
| ما قبل الاحتلال الروماني      | قرطاجة                                     | قرطاجة                                     | قرطاجة                                     | شرق نوميديا (الماسيل)                      | غرب نوميديا (مملكة ماسيسيليا)     | غرب نوميديا (مملكة ماسيسيليا)     | موريطانيا                     |                               |
| عام 146 ق. م. وما بعد         | إفريقيا                                    | إفريقيا                                    | إفريقيا                                    | نوميديا                                    | نوميديا                           | نوميديا                           | موريطانيا                     |                               |
| عام 105 ق. م. وما بعد         | إفريقيا                                    | إفريقيا                                    | إفريقيا                                    | شرق نوميديا                                | غرب نوميديا                       | موريطانيا "Mauretania"            | موريطانيا "Mauretania"        |                               |
| عام 45 ق. م. وما بعد          | إفريقيا القديمة "Africa Vetus"             | إفريقيا القديمة "Africa Vetus"             | إفريقيا القديمة "Africa Vetus"             | إفريقيا الجديدة "Africa Nova"              | غرب نوميديا                       | شرق موريطانيا                     | غرب موريطانيا                 |                               |
| عام 27 ق. م. وما بعد          | إفريقيا البروقنصلية "Africa Proconsularis" | إفريقيا البروقنصلية "Africa Proconsularis" | إفريقيا البروقنصلية "Africa Proconsularis" | إفريقيا البروقنصلية "Africa Proconsularis" | موريطانيا                         | موريطانيا                         | موريطانيا                     |                               |
| عام 41 م. وما بعد             | إفريقيا البروقنصلية                        | إفريقيا البروقنصلية                        | إفريقيا البروقنصلية                        | إفريقيا البروقنصلية                        | موريطانيا القيصرية "Caesariensis" | موريطانيا القيصرية "Caesariensis" | موريطانيا الطنجية "Tingitana" |                               |
| عام 193 م. وما بعد            | إفريقيا البروقنصلية                        | إفريقيا البروقنصلية                        | إفريقيا البروقنصلية                        | نوميديا                                    | موريطانيا القيصرية "Caesariensis" | موريطانيا القيصرية "Caesariensis" | موريطانيا الطنجية "Tingitana" |                               |
| عام 314 م. وما بعد            | إقليم طرابلس "Tripolitania"                | بيزاسينا "Africa Byzacena"                 | إفريقيا زوغيتانا "Africa Zeugitana"        | نوميديا                                    | موريطانيا السطيفية "Sitifensis"   | موريطانيا القيصرية "Caesariensis" | موريطانيا الطنجية "Tingitana" |                               |

مفتاح مصطلحات:

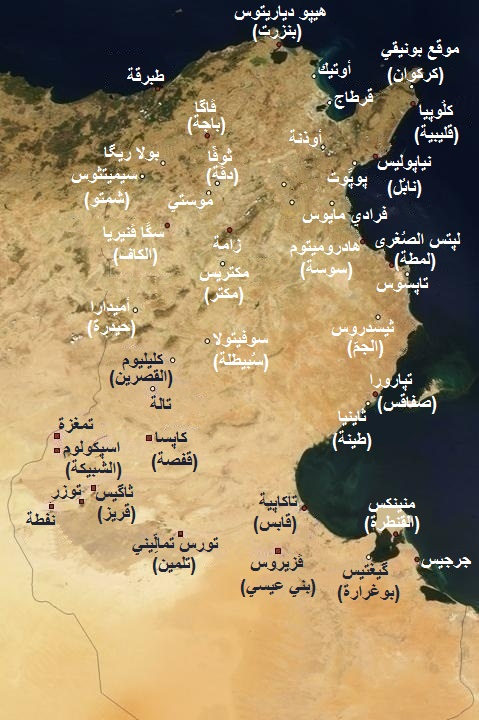
المدن في مقاطعة أفريكا الرومانية.

- تنتمي موريطنية الطنجية إلى «أبرشية إسبانيا» التابعة لمحافظة الغال البريتورية (الإمبراطورية) بدلاً من «أبرشية إفريقيا» ذات التبعية لمحافظة إيطاليا البريتورية، وذلك منذ إصلاحات «دقلديانوس» المناطقية وحتى الغزو الفاندالي، أي في فترة حكم الإمبراطورية الرومانية الغربية بمعنى أوسع.

## الأفارقة الرومان

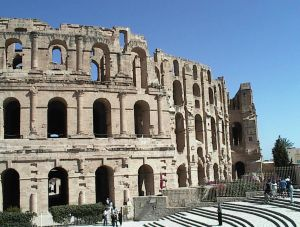
مدرج "ثيسدروس".

كان الوجود العسكري الروماني في شمال غرب إفريقيا صغيراً نسبياً، ويتألف من حوالي ثمانيةٍ وعشرين ألف (28,000) جنديٍّ من قواتٍ نظاميةٍ ومساعدةٍ في كلٍّ من نوميديا، والمقاطعتين الموريتانيتين. وابتداءً من القرن الثاني الميلادي كانت هذه الحاميات تُزود بالرجال -في الغالب- من قبل السكان المحليين. نشأ عدد كبير من السكان الناطقين باللاتينية -وكانوا متعددي الجنسيات من ناحية الخلفية [الثقافية]- حيث تشاركوا منطقة شمال غرب إفريقيا مع أولئك الذين يتحدثون اللغات البونية والبربرية. بدأت قوات الأمن الإمبراطوري تتشكل من السكان المحليين بما في ذلك الأمازيغ.
ويقول «جميل أبو النصر» في كتابه «تاريخ المغرب» إن «ما جعل الأمازيغ يقبلون أسلوب الحياة الروماني بسهولةٍ أكبرَ هو أن الرومان -على الرغم من أنهم شعب مستعمر استولى على أراضيهم بقوة الذراع- لم يظهروا أي تفردٍ عرقيٍّ وكانوا متسامحين بشكلٍ ملحوظٍ مع الثقافات الدينية للبربر، سواءً كانت أصليةً أو مستعارةً من القرطاجيين. ومع ذلك فقد اخترقت الثقافة الرومانية الأراضيَ الرومانية في إفريقيا بشكلٍ غير متساوٍ. استمرت جيوب الأمازيغ غير الرومانية في الوجود طيلة الحقبة الرومانية حتى -على سبيل المثال- في الأرياف من المناطق ذات الطابع الروماني العميق في تونس ونوميديا».
مع حلول نهاية الإمبراطورية الرومانية الغربية كانت المنطقة المغاربية كلها تقريباً قد ترَوْمَنَت [بمعنى اصطبغت بالثقافة الرومانية]، ووفقاً لمومسن "Mommsen" في كتابه «مقاطعات الإمبراطورية الرومانية» فقد تمتع الأفارقة الرومان بمستوىً عالٍ من الازدهار. أثر هذا الازدهار و«الرَّوْمَنة» جزئياً حتى على السكان الذين كانوا يعيشون خارج الحدود الرومانية (بشكلٍ رئيسيٍّ الجرامنتيين "Garamantes"، والجيتولي "Getuli") حيث وصلت البعثات الرومانية إلى إفريقيا جنوب الصحراء الكبرى.
ويجدر أيضاً ذكر القديس أوغسطينوس (354-430)م أحد أكبر القديسين في التاريخ المسيحي، وكذلك أحد أكبر المؤلفين في اللاهوت المسيحي، وأمه القديسة مونيكا (332-388)م.

## الاقتصاد

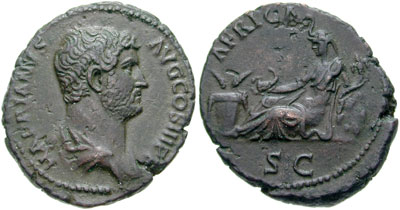
عملة رومانية (136 م) تمثل الإمبرطور هادريان (حكم 117-138 م). وقد صُكّت على الوجه المقابل حكاية رمزية لإفريقيا ترتدي غطاء رأس فيل.

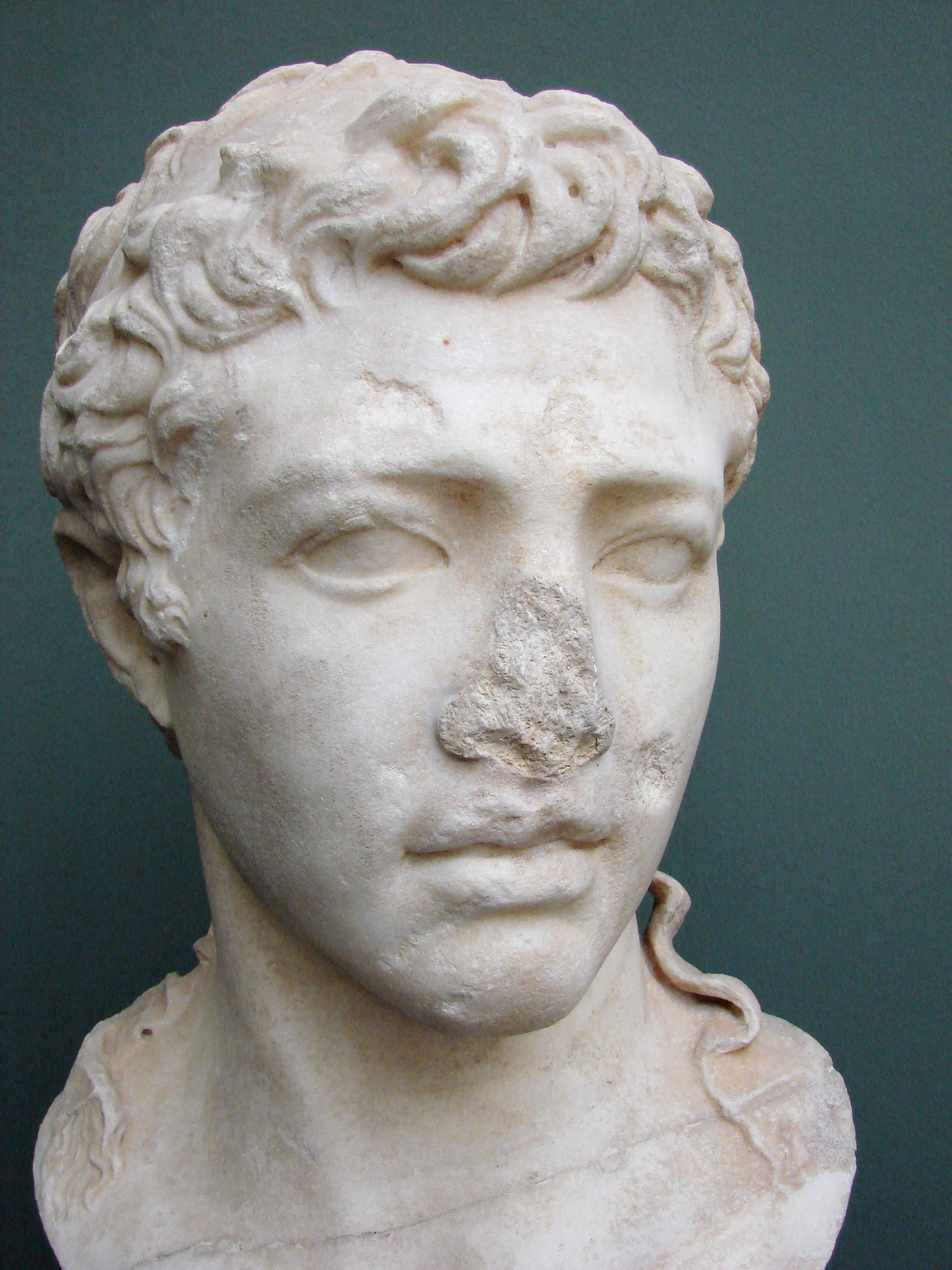
جوبا (أو يوبا) الثاني، ملك موريطانيا، وتبدو تأثيرات ملامح فن النحت الروماني، متحف شرشال-الجزائر.

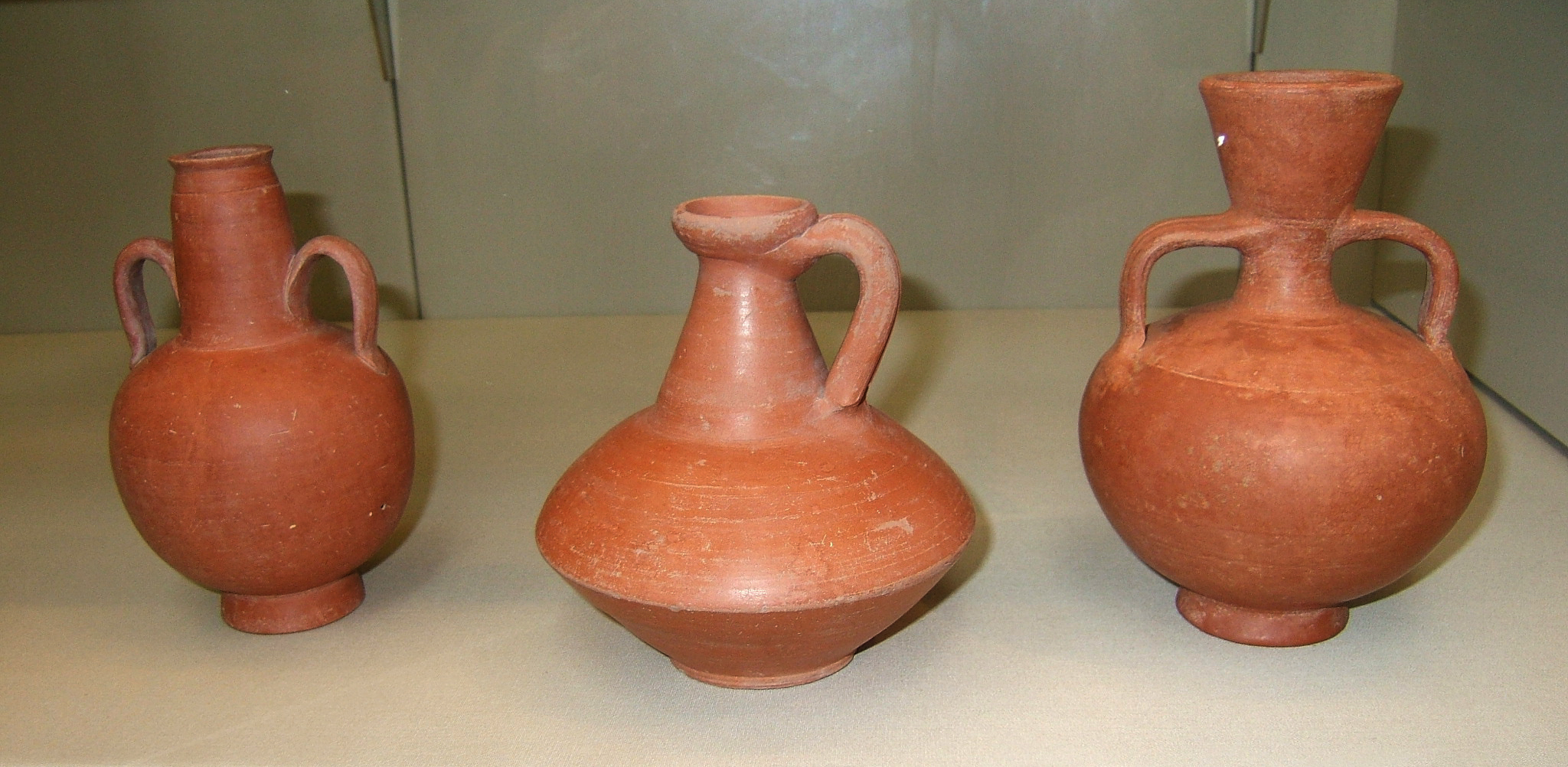
أباريق ومزهريات حمراء أمازيغية من فخار ARS، (القرنان الثاني والرابع الميلاديين).

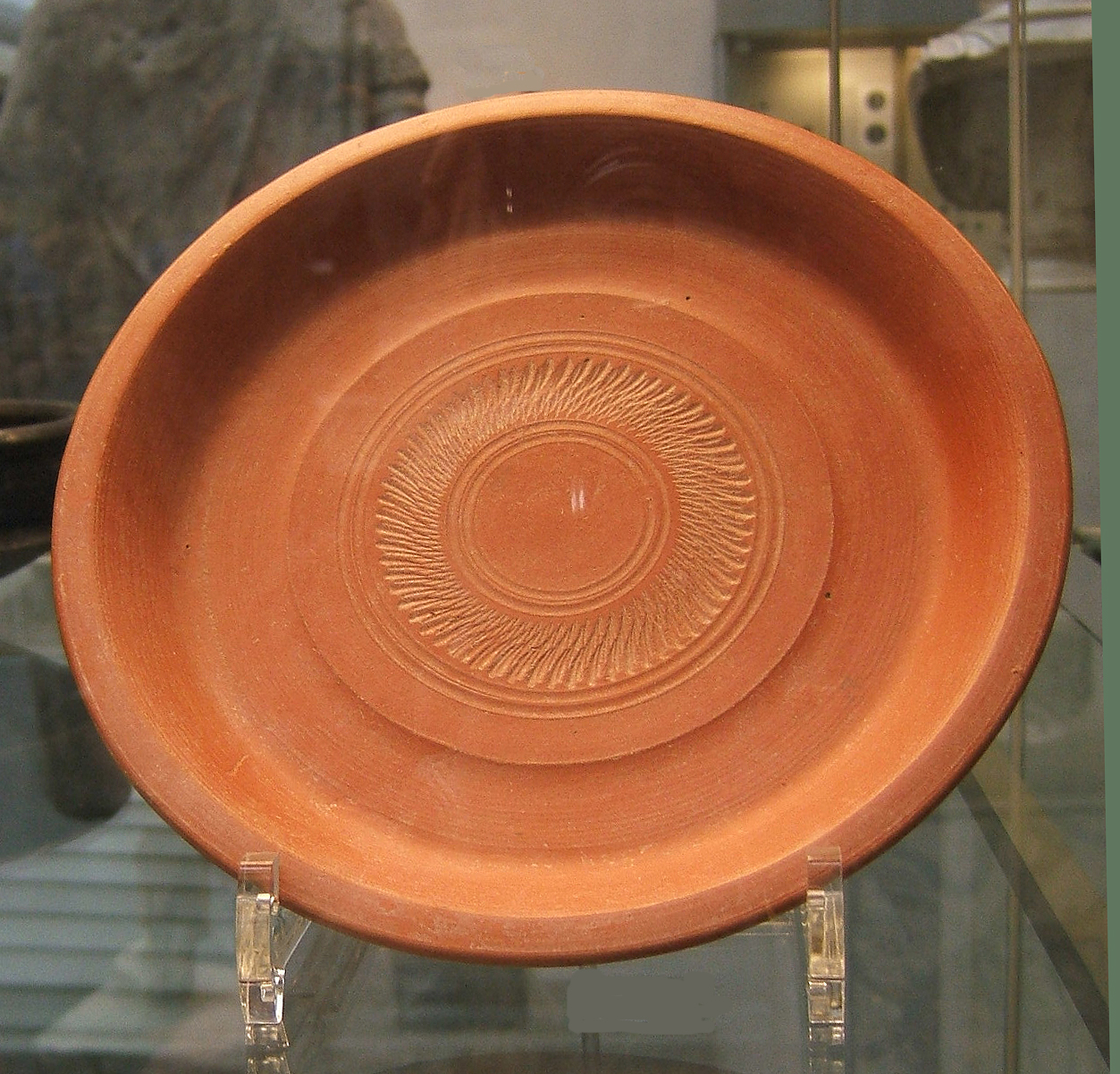
صحنٌ نموذجيٌّ أمازيغي من فخار ARS الأحمر بزخرفةٍ رويليةٍ بسيطةٍ من القرن الرابع الميلادي.

اعتمد ازدهار معظم المدن على الزراعة، وكان يُطلق على شمال غرب إفريقيا اسم «مخزن الحبوب للإمبراطورية»، ووفقاً لأحد التقديرات بلغ الإنتاج مليون طنٍّ من الحبوب كل عامٍ، يجري تصدير ربعها. تشمل المحاصيل الإضافية الفول والتين والعنب وغيرها من الفواكه. بحلول القرن الثاني تنافس زيت الزيتون مع الحبوب كمادة تصديرٍ. وبالإضافة إلى تربية العبيد وقنص الحيوانات البرية الغريبة ونقلها شمل الإنتاج والصادرات الرئيسية المنسوجات، والرخام، والنبيذ، والأخشاب، والماشية، والفخار مثل فخار Slip الأحمر الإفريقي، والصوف.
أفرز دمج المدن الاستعمارية في الإمبراطورية الرومانية درجةً لا مثيل لها من التحضر في مناطقَ شاسعةٍ من الأراضي، ولا سيما في شمال غرب إفريقيا. كان لهذا المستوى من التحضر السريع تأثيرٌ هيكليٌّ على الاقتصاد المديني، وأضحى الإنتاج الحرفي في المدن الرومانية مرتبطاً ارتباطاً وثيقاً بمجالات الإنتاج الزراعية. مع نمو تعداد سكان روما زاد طلبها أيضاً على منتجات شمال غرب إفريقيا. سمحت هذه التجارة المزدهرة لمقاطعات شمال غرب إفريقيا بزيادة الإنتاج الحرفي في المدن التي شهدت تطوراً سريعاً، مما جعلها مراكزَ حضريةٍ عالية التنظيم. يشترك العديد من المدن الرومانية في جوانب المدينة النموذجية بالنسبة إلى المستهلك والمنتج حيث كان النشاط الحرفي مرتبطاً بشكلٍ مباشرٍ بالدور الاقتصادي الذي تمارسه المدن في شبكات التجارة البعيدة.
أصبح سكان الحضر منخرطين بشكلٍ متزايدٍ في قطاعي الحرف والخدمات وأقلَّ في العمالة الزراعية حتى إن جزءاً كبيراً من حيوية المدينة أتى من بيع وتجارة المنتجات من خلال وسطاءٍ في الأسواق في المناطق الريفية والخارجية على حدٍّ سواء. أثرّتِ التطورات الناتجة في البنية التحتية للمعالجة الزراعية مثل إنتاج زيت الزيتون والنبيذ (حيث استمرت التجارة في تطوير المدن والقطاع التجاري) بشكلٍ مباشرٍ على حجم الإنتاج الحرفي. وقد بلغ الحجم والجودة والطلب على هذه المنتجات ذروته في شمال غرب إفريقيا الرومانية.

### إنتاج الفخار
امتدت مقاطعات شمال غرب إفريقيا عبر مناطقَ غنيةٍ بمزارع الزيتون ومصادر خام الخزف للخزافين مما أدى إلى التطور المبكر لصناعة الفخار الروماني القديم، وخاصةً أدوات المائدة الإفريقية الحمراء [من فخار Slip الشهير] وصناعة مصابيح الزيت المصنوعة من الصلصال كصناعةٍ مهمةٍ. قدمت المصابيح الشكل الأكثر شيوعاً للإضاءة في روما. وجرى استخدامها للإضاءة العامة والخاصة، كعروضٍ نذريةٍ في المعابد، وللإضاءة في المهرجانات، وكسلعٍ جنائزيةٍ. ومع التطور الحرفي وزيادة الجودة والمهنية بدأت إبداعات شمال غرب إفريقيا تنافس النماذج الإيطالية واليونانية وتجاوزتها في النهاية من حيث الجدارة والطلب عليها.: 82–83, 129–130
سمح الاستخدام المبتكر للقوالب في القرن الأول قبل الميلاد بمجموعةٍ أكبرَ بكثيرٍ من الأشكال والأسلوب الزخرفي، وقد تجلت مهارة الخزّاف صانع المصباح من خلال جودة التزيينات الموجودة عادةً على الجزء العلوي المسطح للمصباح، أو القرص، والحافة الخارجية أو الكتف. تستغرق عملية الإنتاج عدة مراحل. تُصبُّ التزيينات الزخرفية باستخدام قوالبَ فرديةٍ صغيرةٍ، ثم تضاف كزخرفةٍ على نموذجٍ أصليٍّ بسيطٍ للمصباح. ثم يُستخدم المصباح المزخرف في صنع قالبين نصفيين من الجبس، قالب نصفي سفلي وآخر نصفي علوي، وبعد ذلك تُنتج نسخ متعددة بكمياتٍ كبيرةٍ. تنوعت أشكال الزخرفة حسب وظيفة المصباح والذوق الشعبي.: 82–83, 129–130
تجري إضافة التزيينات المزخرفة للمربعات والدوائر إلى الكتف باستخدام قلمٍ، بالإضافة إلى أشجار النخيل والأسماك الصغيرة والحيوانات وأنماط الأزهار. ويُحجز القرص للمشاهد التقليدية للآلهة، والمواضيع الأسطورية، ومشاهدَ من الحياة اليومية، والمشاهد المثيرة، والصور الطبيعية. تتجلى الثقافة المسيحية القوية لمجتمع ما بعد الرومان في شمال غرب إفريقيا في الأمثلة اللاحقة لمصابيح شمال غرب إفريقيا حيث أصبحت مشاهد الصور المسيحية مثل القديسين والصلبان والشخصيات التوراتية موضوعاتٍ مفصليةً بشكلٍ عامٍّ. تتمتع الرموز الأسطورية التقليدية بشعبيةٍ دائمةٍ أيضاً، والتي يمكن إعادتها إلى التراث البونيقي في المنطقة. إن العديد من مصابيح شمال غرب إفريقيا المبكرة التي جرى التنقيب عنها -خاصةً تلك ذات الجودة العالية- تحمل اسم الشركة المصنعة المدرج على القاعدة مما يعطي دليلاً على وجود سوقٍ محليٍّ شديد التنافسية ومزدهرٍ جرى تطويره مبكراً، واستمر في التأثير وتعزيز الاقتصاد.: 82–83, 129–130

### تيرا سيجيلاتا الإفريقية
بعد فترةٍ من التدهور الحرفي والسياسي والاجتماعي في القرن الثالث الميلادي انتعشت صناعة المصابيح وتسارعت. حفّز إدخال الغضار المشوي المحلي الأحمر الفاخر في أواخر القرن الرابع هذا الإحياء. وأحدث الفخار الإفريقي الأحمر (بالإنجليزية: African Red Slip) أو (ARS)، أو «تيرا سيجيلاتا الإفريقية» (بالإنجليزية: African Terra Sigillata) ثورةً في صناعة الفخار وإنتاج المصابيح.:129–130
جرى إنتاج أدوات الـARS بدءاً من الثلث الأخير من القرن الأول الميلادي فصاعداً، وكانت ذات أهميةٍ كبيرةٍ في منتصف الحقبة الرومانية وحتى أواخرها [سقطت روما في العام 476 م]. وقد اشتهرت في العصور القديمة بكونها أدوات مائدةٍ «رفيعةٍ» أو عالية الجودة، وجرى توزيعها على المستوى الإقليمي وفي جميع أنحاء حوض البحر الأبيض المتوسط على طول طرق التجارة الراسخة، والتي يجري الاتجار عبرها بكثافةٍ. ازدهرت اقتصاديات شمال غرب إفريقيا حيث انتشرت منتجاتها، وزاد الطلب عليها بشكلٍ كبيرٍ.
في البداية اقتبست تصاميم مصابيح فخار ARS النموذج البسيط لمصابيح المناهج التعليمية[غير مفهوم] من القرن الثالث إلى القرن الرابع -وغالباً مع كريّاتٍ على الكتف أو بجدرانٍ مخدّدةٍ-، ثم ظهر المزيد من التصاميم المزخرفة قبل أوائل القرن الخامس حيث حفّز الطلبُ العملية الإبداعية. يمثل تطوير أدوات ARS وتوزيعها على نطاقٍ واسعٍ المرحلة الأكثر تميزاً في صناعة الفخار في شمال غرب إفريقيا.:129
تم إنتاج هذه المصابيح الفخارية المميزة بكمياتٍ كبيرةٍ من قبل مراكز الإنتاج المنظمة بكفاءةٍ مع قدرات التصنيع على نطاق واسع. يمكن أن تُنسب إلى مراكزَ محددةٍ لصناعة الفخار في شمال تونس ووسطها عن طريق التحليل الكيميائي مما يسمح لعلماء الآثار بتتبع أنماط التوزيع من مصدرها عبر المناطق وعبر البحر الأبيض المتوسط. بعض مراكز ARS الرئيسية في وسط تونس هي "سيدي مرزوق التونسي"، و"هِنشير الجلال" (جيلما)، و"هِنشير السِّريرة، وكلها تحتوي على أدوات مصباح ARS يُنسب إليها من خلال التركيب الكيميائي المجهري لبنية الصلصال بالإضافة إلى الأسلوب العياني السائد في تلك المنطقة.
لم تغذِّ أسواق الفخار المحلية اقتصادات المدن فحسب، ولكن المنطقة بأسرها ودعمتِ الأسواقَ في الخارج. إن الأشكال الخاصة للأواني، والأقمشة، وتقانات الزخرفة مثل الدولاب المسنن، والتطريز، والديكور المختوم جميعها مميّزةٌ لمنطقةٍ معينةٍ وحتى لمركز فخارٍ معين. وإذا لم يك ممكناً التحديد من خلال شكل المادة أو زخرفتها، فمن الممكن تتبع عنصرٍ ما باستخدام التحليل الكيميائي، ليس فقط لمنطقةٍ معينةٍ بل حتى إلى مكان إنتاجه من خلال مقارنة تركيبته بمصفوفةٍ من الأواني الفخارية المهمة في شمال شرق تونس ووسطها.

## معرض الصور

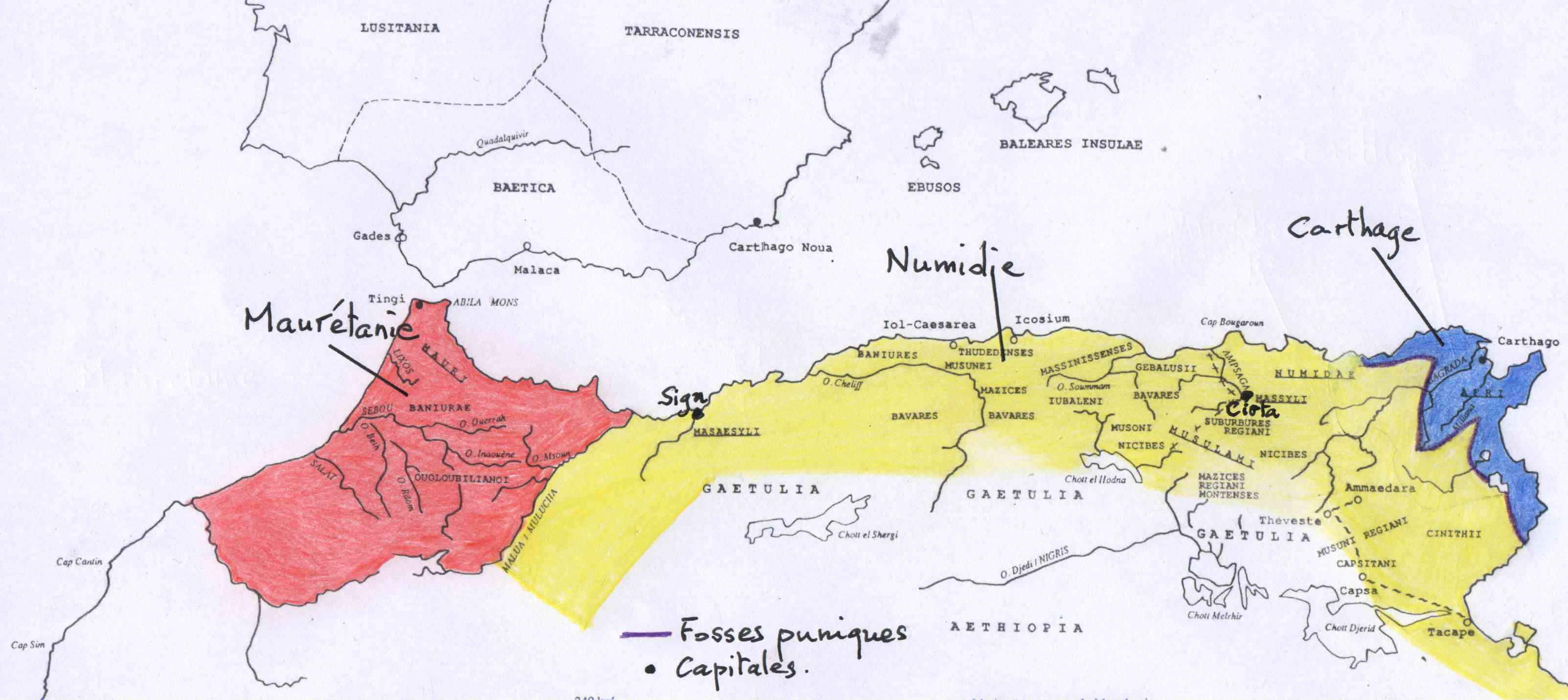
ممالك قرطاجة (مقاطعة أفريكا لاحقاً) ونوميديا وموريطانيا.
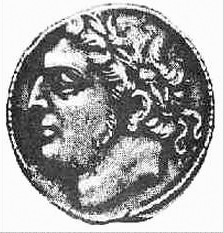
عملة نقدية عليها صورة الملك يوغرطة.
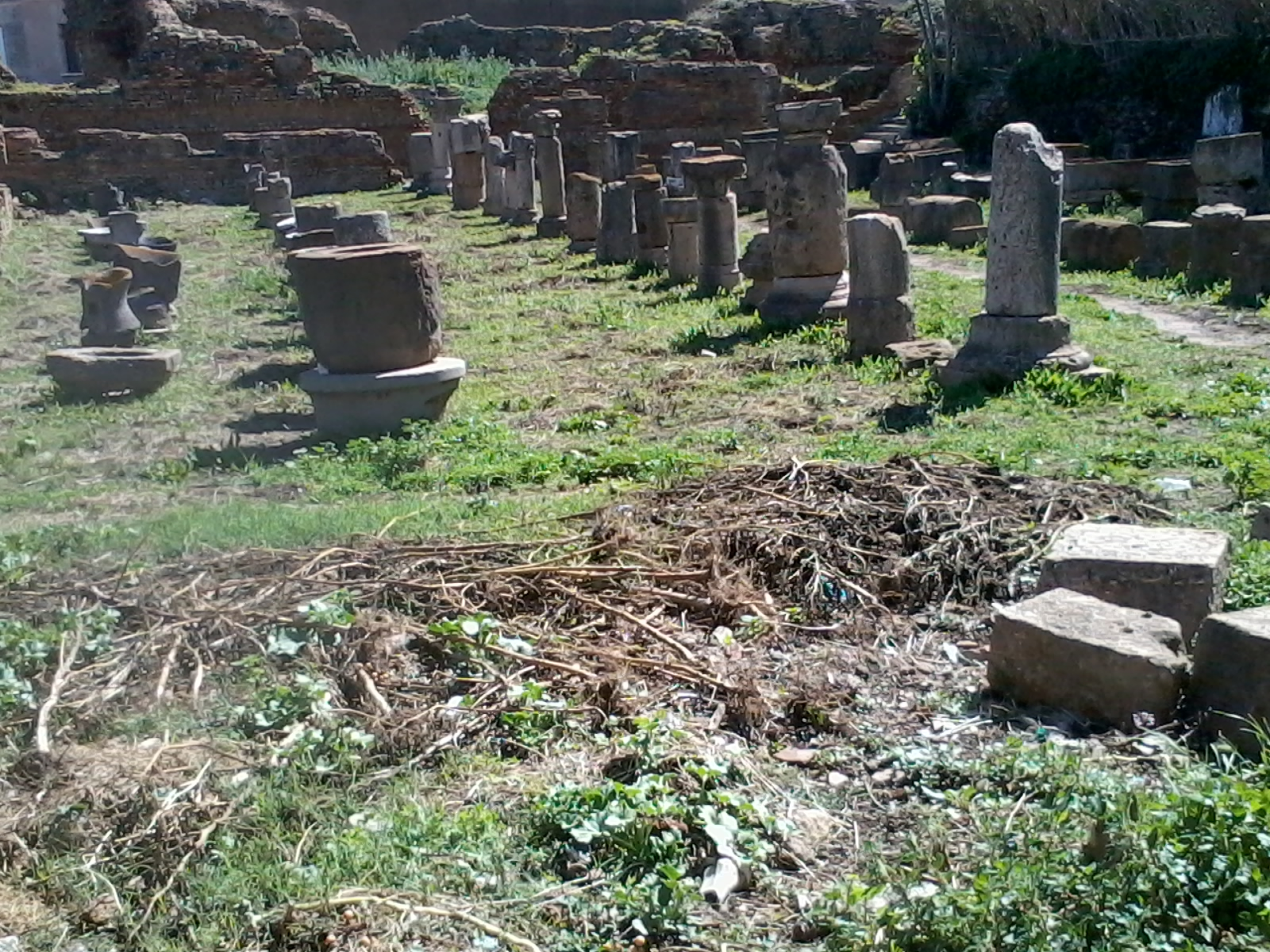
آثار الحمامات الرومانية غربي مدينة شرشال عاصمة موريطانيا القيصرية في الجزائر.
خريطة مقاطعة أفريكا ضمن الإمبراطورية الرومانية.

## أعلام
- كوينتوس كورتيوس روفوس
- فيكتور الأول
- غاليليوس الأول
- ماريوس فيكتورينوس
- جيلمار
- أغسطينوس
- مونيكا